# Stenia saponalis
Stenia saponalis là một loài bướm đêm trong họ Crambidae.